# 旅人 (美空ひばりの曲)
『旅人』（たびびと）は、美空ひばりのシングル。1971年10月10日に日本コロムビアから発売された。

## 概要
- 芸能生活25周年記念曲『おんな道』と同日発売で、A面の『旅人』は、同年の『それでも私は生きている』に続く阿久悠作品であり、伊集加代子のスキャットが入る。
- 阿久が尾崎紀世彦『また逢う日まで』で初のレコード大賞を獲得した時期に提供した作品であるが、ひばりとはまだ対面していなかった[2]。
- ひばりと阿久は同世代であるが、阿久は少年時代に既にひばりが天才少女歌手として一世を風靡している存在であったことから、12歳にして強く意識する存在で、畏敬の念を抱いていた。阿久が自ら定めた「作詞家憲法」第1条で「美空ひばりによって完成したと思える流行歌の本道と、違う道はないものであろうか。」と書くほど、ひばりの楽曲と異なる方向性を考えていた。この「作詞家憲法」は阿久の母校である明治大学駿河台キャンパスの「阿久悠記念館」で展示されている。
- B面『北国の子守唄』は、コロムビアのひばり担当ディレクターであった森啓の流氷見学[3]が最初のきっかけである。急に、さしたる理由もなく流氷を見たくなり、上司に流氷見学のため出張させてほしいと申し出たところ、意外にも「いいよ、行ってこい」と許可が下りて「では、一週間、北海道に行ってまいります」と勇んで上野駅から汽車に乗り、幸い流氷を見ることができた[3]。帰社して上司に「見てきました。すごいものです」と報告すると、「流氷を見てきて、作品のほうはどうなってる?」と催促された[3]。そこで急遽、吉岡治に「流氷を素材にした作品をつくっていただきたい」と依頼して、見てきたばかりの流氷の話をしていると、吉岡は「ディレクターだけが見てきてどうなるんだ。俺だって見たかった! 俺は行ってない」と言った[3]。吉岡は森の拙い説明を聞いて詩を書き、その詩に船村徹が曲を付けて[4]、木村好夫のギター演奏が入った。

## 収録曲
1. 旅人
  - 作詞：阿久悠、作曲：村井邦彦、編曲：馬飼野俊一
2. 北国の子守唄
  - 作詞：吉岡オサム、作曲・編曲：船村徹

## アルバム「美空ひばり ある女の詩」（1972年12月25日発売）
1. ある女の詩
2. 鏡
3. ふるさとの駅
4. あの子の手紙
5. ある母に送る手紙〜青葉の笛（文部省唱歌）入り〜
6. 母
7. 思い出の鞄
8. 急行青森行き
9. 旅人
10. 新しい笛
11. ひばり仁義
12. 浪曲渡り鳥